# B. Lindhardt
Bendt Lindhardt (født 30. august 1804 på Holckenhavn ved Nyborg, død 1. februar 1894 i Aggersvold ved Jyderup) var en dansk præst og medlem af Folketinget 1853-1854.
Lindhardt var søn af købmand Lindhardt Holgersen. Han blev i student i Nyborg i 1822 og var huslærer i Faxe og Margretelund vest for Faxe 1823-1825. Han tog teologisk embedseksamen i 1831 og blev personel kapellan i Ørbæk Sogn vest for Nyborg i 1832. Han blev kateket i Ribe i 1836 og sognepræst i Farup Sogn ved Ribe i 1841 og i Jyderup og Holmstrup Sogne 1862-1889.
Han blev valgt til Folketinget ved kåring i Ribe Amts 3. valgkreds (Ribekredsen) ved folketingsvalget 27. maj 1853 og var medlem af Tinget frem til valget 1. december 1854 hvor han ikke genopstillede.
Lindhardt blev udnævnt til Ridder af Dannebrog i 1882.

## Familie(efterkommere)

### Kone
Johanne Thomasine Nicoline Lauritsdatter Prom 1806-1897

### Børn
Vincent Charles Lindhardt 1850-1922
Lauritz Christian Lindhardt f. 1842 - Professor og Ridder af Dannebrog

### Børnebørn
Knud Hee Lindhardt - General og Ridder af Dannebrog
Holger Lindhardt - Tandlæge i Rønne

## Familie(forfædre)
Far: Lindhardt Holgersen/Holger Eiler/Eilersen Lindhardt, f. 1777(staves forskelligt alt efter hvad for en kirkebog man kigger i.)
Farfar: Eiler Holger Marcussen, f. 1741
Oldefar: Marcus Gundersen f. 1698-1748